# Temporada 1988-1989 del Club Joventut Badalona
La temporada 1988-1989 va ser la 50a temporada en actiu del Club Joventut Badalona des que va començar a competir de manera oficial. La Penya va disputar la seva 33a temporada a la màxima categoria del bàsquet espanyol. Va acabar la fase regular en la tercera posició del grup I, classificant-se per disputar els play-offs, i finalitzant com a tercer classificat aquesta competició, millorant així la posició assolida la temporada anterior en que va ser quart. L'equip també va ser semifinalista de la Copa del Rei i va arribar a quarts de final de la Copa Korac. Va guanyar la Lliga catalana i la Copa Príncep d'Astúries.

## Resultats
Copa Korac
A la Copa Korac l'equip va quedar eliminat en la lligueta de quarts de final. Abans de quedar eliminat, havia eliminat el TTL Bamberg (Alemanya Occidental) a la ronda prèvia.
Lliga ACB
A la Lliga ACB finalitza la primera fase com a tercer classificat del seu grup, i com a tercer també en la lligueta de la segona fase, classificant-se per disputar els play-offs pel títol. A quarts de final va eliminar el Cacaolat Granollers en dos partits, però en semifinals va caure davant el Reial Madrid en el quart partit. Va acabar la competició en la tercera posició.
Copa del Rei
El Joventut va quedar eliminat a semifinals en perdre davant el Reial Madrid CF per 99 a 74. Prèviament, la Penya havia eliminat el CB Caja Bilbao a vuitens de final, guanyant els dos partits, i l'Estudiantes a quarts de final per 86 a 71.
Copa Príncep d'Astúries
La penya va guanyar la Copa Príncep d'Astúries en derrotar el FC Barcelona per 84 a 80.
Lliga catalana
La Penya va quedar primera al seu grup de semifinals de la Lliga catalana, classificant-se per disputar la final al Palau d'Esports de Barcelona. Va guanyar la final davant el FC Barcelona per 78 a 74.

## Plantilla
La plantilla del Joventut aquesta temporada va ser la següent:
| Club Joventut Badalona: plantilla 1988-89 |       |      |
| Jugador                                   | Pos.  | A.   |
| Juan Rosa                                 | Aler  | 2.06 |
| Josep Maria Margall                       | Aler  | 1.98 |
| Josep Antoni Montero                      | Base  | 1.93 |
| Carlos Ruf                                | Pivot | 2.10 |
| Rafa Jofresa                              | Base  | 1.83 |
| Tomàs Jofresa                             | Base  | 1.84 |
| Jordi Villacampa                          | Aler  | 1.96 |
| Jordi Pardo                               | Aler  | 1.92 |
| Juan Antonio Morales                      | Pivot | 2.11 |
| Dani Pérez                                | Aler  | 1.98 |
| Reggie Johnson                            | Pivot | 2.06 |
| Earl Jones                                | Pivot | 2.10 |

| Club Joventut Badalona: staff 1988-89 |            |
| Nom                                   | Funció     |
| Alfred Julbe                          | Entrenador |

### Baixes
| Baixes a l'inici de temporada |       |
| Jugador                       | Pos.  |
| Xavier Crespo                 | Aler  |
| David Solé                    | Base  |
| Joe Meriweather               | Pivot |

| Baixes durant la temporada |       |
| Jugador                    | Pos.  |
| Greg Stokes                | Pivot |